# Mark Geiger
Mark Geiger (Beachwood, New Jersey, 25 augustus 1974) is een Amerikaans voormalig voetbalscheidsrechter. Hij was in dienst van de FIFA en CONCACAF tussen 2008 en 2018. Ook leidde hij tot 2018 wedstrijden in de Major League Soccer. Naast zijn werkzaamheden als scheidsrechter is Geiger docent.
Op 15 april 2007 leidde Mark Geiger zijn eerste wedstrijd in de Amerikaanse eerste divisie. De wedstrijd tussen New England Revolution en Toronto eindigde in een 4–0 overwinning voor New England Revolution. Hij gaf in dit duel vijf gele kaarten. Twee jaar later, op 9 april 2009 floot Geiger zijn eerste wedstrijd in de CONCACAF Champions League. CF Atlante en Santos Laguna troffen elkaar in de eerste ronde (3–1). Geiger deelde twee keer een rode kaart uit aan een speler van Atlante en eenmaal aan een speler van Santos Laguna.
Geiger werd aangesteld als scheidsrechter op het Wereldkampioenschap voetbal onder 20 in 2011 en in 2012 was hij een van de zestien scheidsrechters op de Olympische Zomerspelen. Hij leidde twee wedstrijden. Geiger was tevens actief in het kwalificatietoernooi voor het Wereldkampioenschap voetbal 2014. In maart 2013 noemde de FIFA Geiger een van de vijftig potentiële scheidsrechters voor het Wereldkampioenschap voetbal. Op 15 januari 2014 maakte de wereldvoetbalbond bekend dat hij een van de 25 scheidsrechters op het toernooi zou zijn. Daarbij zou hij worden geassisteerd door Mark Sean Hurd en Joe Fletcher.
De CONCACAF nam in juli 2015 Geiger op in de arbitrale selectie voor de CONCACAF Gold Cup 2015. Op 22 juli leidde hij de halve finale tussen Panama en Mexico, die eindigde in een 1–2 overwinning voor Mexico. Het optreden van Geiger als scheidsrechter werd bekritiseerd en zijn beslissingen werden controversieel genoemd: nadat hij in de 25ste minuut de Panamees Luis Tejada een rode kaart had gegeven, kende hij Mexico in de laatste minuut van de reguliere speeltijd – bij een 1–0 voorsprong van Panama – een strafschop toe. De Panamese doelpuntenmaker Torres viel in de blessuretijd op de grond en kwam zo in aanraking met de bal, waarna Geiger dat interpreteerde als opzettelijk hands en Mexico een strafschop gaf. Andrés Guardado schoot na tien minuten van protesten aan de kant van Panama raak, hoewel hij later aangaf overwogen te hebben uit onvrede expres naast te schieten. Ook in de verlenging benutte Guardado een door Geiger toegekende strafschop, waardoor Mexico zich plaatste voor de finale. Na afloop protesteerden de staf en spelers van Panama en verweten zij de CONCACAF van corruptie; de bondscoach van Panama, Hernán Gómez, voelde zich "met een pistool tegen het hoofd bestolen". Geiger moest door beveiligers van het veld gevoerd worden.
Hij werd ook geselecteerd als scheidsrechter voor het Wereldkampioenschap voetbal 2018 in Rusland. Daar leidde hij 3 wedstrijden.

## Interlands
| Datum             | Plaats                       | Wedstrijd                     | Uitslag            | Competitie              | Kreeg geel | Kreeg voor de tweede keer geel en dus rood | Weggestuurd |
| ----------------- | ---------------------------- | ----------------------------- | ------------------ | ----------------------- | ---------- | ------------------------------------------ | ----------- |
| 6 september 2009  | San Pedro Sula, Honduras     | Honduras – Trinidad en Tobago | 4 – 1              | WK 2010 kwalificatie    | 3          | 0                                          | 0           |
| 25 maart 2010     | Charlotte, Verenigde Staten  | Mexico – IJsland              | 0 – 0              | Vriendschappelijk       | 3          | 0                                          | 0           |
| 16 mei 2010       | Mexico-Stad, Mexico          | Mexico – Chili                | 1 – 0              | Vriendschappelijk       | 1          | 0                                          | 1           |
| 22 mei 2010       | Harrison, Verenigde Staten   | Turkije – Tsjechië            | 2 – 1              | Vriendschappelijk       | 2          | 0                                          | 0           |
| 8 juni 2011       | New York, Verenigde Staten   | Ecuador – Griekenland         | 1 – 1              | Vriendschappelijk       | 4          | 0                                          | 0           |
| 7 september 2011  | Georgetown, Guyana           | Guyana – Bermuda              | 2 – 1              | WK 2014 kwalificatie    | 5          | 0                                          | 0           |
| 13 juni 2012      | Panama-Stad, Panama          | Panama – Cuba                 | 1 – 0              | WK 2014 kwalificatie    | 3          | 0                                          | 0           |
| 26 juli 2012      | Glasgow, Schotland           | Spanje – Japan                | 0 – 1              | Olympische Spelen 2012  | 3          | 0                                          | 1           |
| 4 augustus 2012   | Manchester, Engeland         | Japan – Egypte                | 3 – 0              | Olympische Spelen 2012  | 1          | 0                                          | 1           |
| 13 oktober 2012   | San Salvador, El Salvador    | El Salvador – Costa Rica      | 0 – 1              | WK 2014 kwalificatie    | 5          | 0                                          | 2           |
| 15 november 2012  | New Jersey, Verenigde Staten | Brazilië – Colombia           | 1 – 1              | Vriendschappelijk       | 4          | 0                                          | 0           |
| 7 februari 2013   | Mexico-Stad, Mexico          | Mexico – Jamaica              | 0 – 0              | WK 2014 kwalificatie    | 2          | 0                                          | 0           |
| 12 juni 2013      | Mexico-Stad, Mexico          | Mexico – Costa Rica           | 0 – 0              | WK 2014 kwalificatie    | 3          | 0                                          | 0           |
| 15 juli 2013      | Denver, Verenigde Staten     | Martinique – Mexico           | 1 – 3              | Gold Cup 2013           | 3          | 0                                          | 0           |
| 20 juli 2013      | Atlanta, Verenigde Staten    | Panama – Cuba                 | 6 – 1              | Gold Cup 2013           | 4          | 0                                          | 1           |
| 10 september 2013 | Tegucigalpa, Honduras        | Honduras – Panama             | 2 – 2              | WK 2014 kwalificatie    | 6          | 0                                          | 0           |
| 15 oktober 2013   | Kingston, Jamaica            | Jamaica – Honduras            | 2 – 2              | WK 2014 kwalificatie    | 5          | 0                                          | 0           |
| 14 juni 2014      | Belo Horizonte, Brazilië     | Colombia – Griekenland        | 3 – 0              | WK 2014                 | 3          | 0                                          | 0           |
| 18 juni 2014      | Rio de Janeiro, Brazilië     | Spanje – Chili                | 0 – 2              | WK 2014                 | 3          | 0                                          | 0           |
| 30 juni 2014      | Brasilia, Brazilië           | Frankrijk – Nigeria           | 2 – 0              | WK 2014                 | 1          | 0                                          | 0           |
| 15 juli 2015      | Charlotte, Verenigde Staten  | Mexico – Trinidad en Tobago   | 4 – 4              | Gold Cup 2015           | 3          | 0                                          | 0           |
| 22 juli 2015      | Atlanta, Verenigde Staten    | Panama – Mexico               | 1 – 2              | Gold Cup 2015           | 11         | 0                                          | 1           |
| 17 november 2015  | San Salvador, El Salvador    | El Salvador – Canada          | 0 – 0              | WK 2018 kwalificatie    | 5          | 0                                          | 0           |
| 8 juni 2016       | Orlando, Verenigde Staten    | Brazilië – Haïti              | 7 – 1              | Copa América 2016       | 2          | 0                                          | 0           |
| 6 september 2016  | Mexico-Stad, Mexico          | Mexico – Honduras             | 0 – 0              | WK 2018 kwalificatie    | 4          | 0                                          | 0           |
| 19 juni 2017      | Sotsji, Rusland              | Australië – Duitsland         | 2 – 3              | Confederations Cup 2017 | 2          | 0                                          | 0           |
| 24 juni 2017      | Sint-Petersburg, Rusland     | Nieuw-Zeeland – Portugal      | 0 – 4              | Confederations Cup 2017 | 4          | 0                                          | 0           |
| 11 juli 2017      | Houston, Verenigde Staten    | Costa Rica – Canada           | 1 – 1              | Gold Cup 2017           | 1          | 0                                          | 0           |
| 6 september 2017  | San José, Costa Rica         | Costa Rica – Mexico           | 1 – 1              | WK 2018 kwalificatie    | 3          | 0                                          | 0           |
| 11 november 2017  | Wellington, Nieuw-Zeeland    | Nieuw-Zeeland – Peru          | 0 – 0              | WK 2018 kwalificatie    | 3          | 0                                          | 0           |
| 20 juni 2018      | Moskou, Rusland              | Portugal – Marokko            | 1 – 0              | WK 2018                 | 2          | 0                                          | 0           |
| 27 juni 2018      | Kazan, Rusland               | Zuid-Korea – Duitsland        | 2 – 0              | WK 2018                 | 4          | 0                                          | 0           |
| 3 juli 2018       | Moskou, Rusland              | Colombia – Engeland           | 1 – 1 (3 – 4 n.s.) | WK 2018                 | 8          | 0                                          | 0           |